# Utpressning (film, 1939)
Utpressning (eng: Blackmail) är en amerikansk kriminalfilm från 1939 i regi av H. C. Potter.

## Handling
John Ingram arbetar som brandman med oljefältsbränder som specialitet. Han lever ett bra liv, är gift och har barn. Men John ruvar på en hemlighet, han rymde 9 år tidigare från ett "chain gang" där han avtjänade ett straff för ett brott han aldrig begick. William Ramey, en man från Johns förflutna upptäcker honom och försöker idka utpressning. Ramey anmäler John, samtidigt som han själv blir allt mer framgångsrik på Johns arbetsplats. Men John planerar att hämnas.

## Rollista
- Edward G. Robinson - John R. Ingram
- Ruth Hussey - Helen Ingram
- Gene Lockhart - William Ramey
- Bobs Watson - Hank Ingram
- Guinn 'Big Boy' Williams - Moose McCarthy
- John Wray - Diggs
- Arthur Hohl - Rawlins
- Esther Dale - Sarah